# Manuel Valencia
Manuel de Jesús Valencia Rodríguez (Florida, 15 agosto 1977) è un ex calciatore colombiano, di ruolo difensore.